# Heino Senekal
Pour les articles homonymes, voir Senekal.
Pas d'image ? Cliquez ici

a Compétitions nationales et continentales officielles uniquement.

b Matchs officiels uniquement.
Dernière mise à jour le 3 novembre 2021.
Johannes Hendrik Senekal, plus connu comme Heino Senekal, né le 20 octobre 1975 à Tsumeb (Sud-Ouest africain), est un joueur namibien de rugby à XV qui joue avec l'équipe de Namibie. Il évolue au poste de deuxième ligne. Il a une taille de 2,00 m pour un poids de 108 kg.

## Carrière

### En équipe nationale
Il a effectué son premier test match avec les Namibiens le 12 septembre 1998 à l’occasion d’un match contre l'équipe de Côte d'Ivoire.
Il a disputé la Coupe du monde 1999 (3 matchs, 3 comme titulaire), la Coupe du monde 2003 (4 matchs, 4 comme titulaire) et la Coupe du monde 2007 (3 matchs, 2 comme titulaire).

## Palmarès

### En équipe nationale
- 27 sélections
- 2 essais
- 10 points
- Sélections par saison : 2 en 1998, 5 en 1999, 2 en 2002, 7 en 2003, 1 en 2005, 3 en 2006, 6 en 2007.

### En club et province
- Champion d'Angleterre de D2 avec les Cornish Pirates